# مبدل کاتالیست

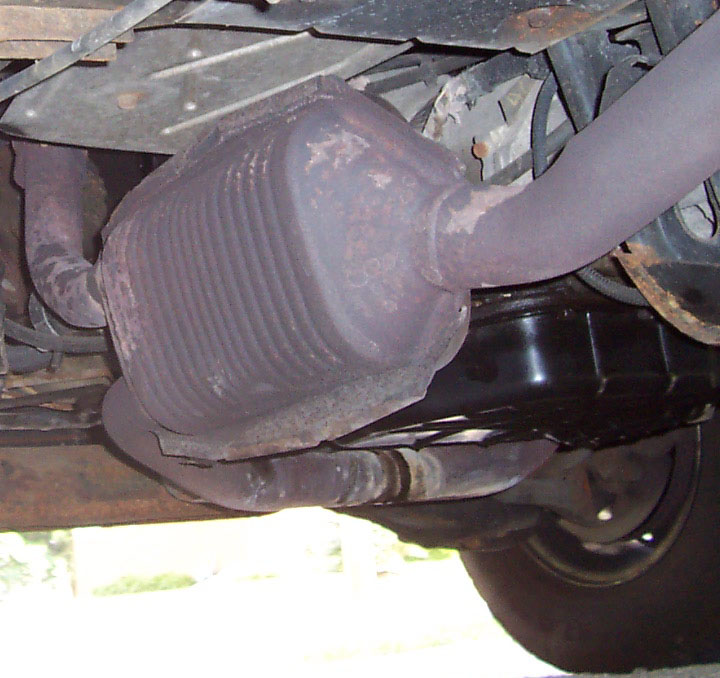
کاتالیست ۱۹۹۶ Dodge Ram Van

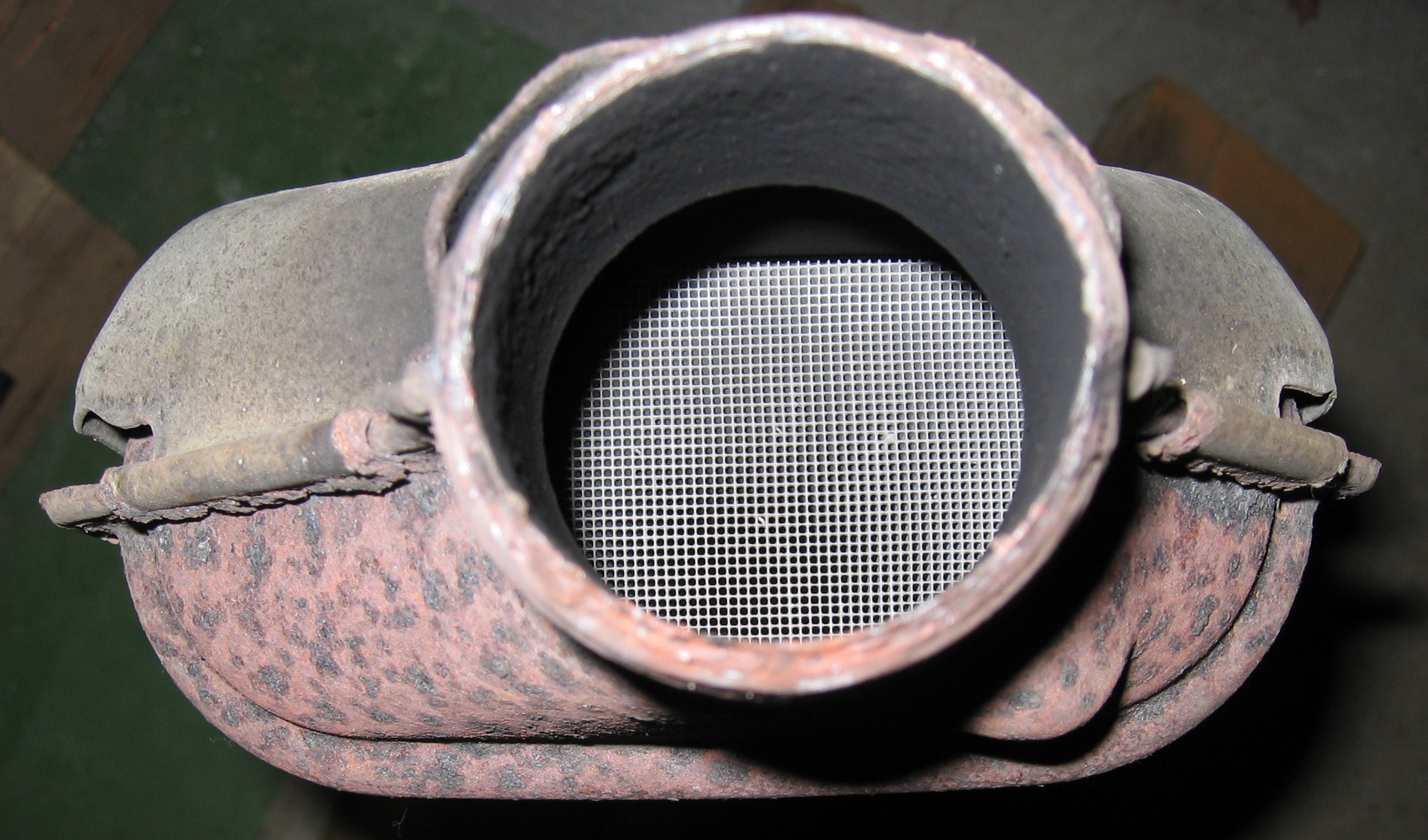
مبدل هسته ای سرامیکی

کاتالیست تا ۹۰٪ گازهای سمی را بی‌اثر می‌کند به‌گونه‌ای که هیدروکربن‌های نسوخته که از موتور خارج می‌شوند را به آب و دی‌اکسید کربن تبدیل می‌کند. علاوه بر این اکسید ازت را به گاز ازت تبدیل می‌کند بنابراین کاتالیست در کاهش آلودگی هوا بسیار مؤثر است.
طول عمر مفید کاتالیست ۱۰۰۰۰ تا ۶۰۰۰۰ کیلومتر است.
مبدل‌های کاتالیست که هم‌اکنون بر روی خودروهای تولیدی در ایران نصب می‌شود تا میزان آلایندگی آن‌ها را کاهش دهد پس از ۸۰۰۰۰ کیلومتر پر شده و عملاً کارایی خود را از دست می‌دهد و میزان آلایندگی خودرو تا پنج برابر افزایش می‌یابد.
متوسط عمر کاتالیست چیزی حدود ۴ سال است و پس از مدت زمان یاد شده باید قطعه مورد نظر تعویض شود.

## عناصر تشکیل دهنده
عناصر اصلی که نقش کاتالیستی را انجام می‌دهند بسته به نوع فرایندی که انجام می‌گیرد یا استانداردهای آلایندگی مورد استفاده عبارتند از: فلزهای گران‌بها، مانند پلاتین، پالادیم و رودیم و نیز فلزات غیر گران‌بها مانند آهن، منگنز، نیکل و مس. همچنین عنصر سریم در کاتالیست‌های سه‌گانه به عنوان بافر و ذخیره‌کننده و آزادکننده اکسیژن به کار می‌رود تا مخلوط گاز را همواره در حد نقطه استوکیومتری نگه دارد، زیرا در حول این نقطه کاتالیست‌های سه‌گانه بالاترین کارایی را نشان می‌دهند.

## غیرفعال شدن کاتالیزور
کاتالیزورها دارای عمر مفید و معین هستند و با گذشت زمان از فعالیت و تأثیر آن در واکنش کاسته می‌شود یعنی نقاط فعالی روی کاتالیزور وجود دارد که این نقاط به مرور زمان مسموم می‌شوند. مسمومیت می‌تواند:ایجاد لایه ضخیم از ماده واکنش دهنده بر روی کاتالیزور دهد. باعث تغییر آرایش بلوری کاتالیزور شود. - باعث جذب ناخالصی‌ها در نقاط فعال شود.

## انواع واکنش‌ها جهت کاهش آلاینده‌های خروجی اگزوز
Co ---> co+o2→co2 

So2 ---> so2+o2→so3 

No ---> No→N2+O2 

CxHy ---> CxHy+O2→H2o+co2 

NO + NH3 + NO2 = N2 + H2O  (برای خودرو دیزلی)

## طول عمر کاتالیست
کاتالیست مرغوب می‌تواند تا ۹۰ درصد از گازهای سمی خروجی از اگزوز را به گازهای بی‌خطر تبدیل کند.اما رفته رفته که به عمر کاتالیزور اضافه می‌شود، این درصد نیز کاهش یافته و کمتر می‌شود؛ بنابراین باید بدانید هر کاتالیست یک عمر مفید دارد و پس از اتمام این عمر مفید باید تعویض شود. تعویض کاتالیست در اگزوزسازی‌ها انجام می‌شود و کاتالیز کهنه با یک کاتالیست جدید معاوضه می‌شود. به‌طور متوسط عمر مفید کارکرد هر کاتالیست خودرو بین ۸۰ تا ۱۰۰ هزار کیلومتر است و از این رقم تجاوز نمی‌کند. به‌طور متوسط هر کاتالیست عمر مفیدی بین ۳ تا ۴ سال دارد و پس از آن کارایی خود را به‌طور کامل از دست می‌دهد و به این ترتیب خودرو به یک آلاینده محیط‌زیست تبدیل می‌شود.

## عوامل مخرب و تأثیرگذار بر کاهش طول عمر کاتالیست
کاتالیست‌ها به‌دلیل ساختار خود حساس و شکننده هستند از این‌رو می‌تواند در صورت رعایت نکردن برخی نکات به سرعت آسیب ببیند. رایج‌ترین علل خرابی کاتالیست‌ها به گرفتگی منافذ اسنفجی آن باز خواهد گشت چرا که در صورت گرفتگی باعث می‌شود دود خروجی از سیلندر به‌راحتی از کاتالیست عبور نکند و این فشار بیش از حد موجب تخریب این قطعه خواهد شد.
از دیگر دلایل خرابی کاتالیست‌ها، به ضربه‌های فیزیکی به این قطعه باز خواهد گشت. همان‌طور که اشاره شد ساختار کاتالیست‌ها بسیار شکننده است و در صورت ضربه وارد شدن به محفظه خارجی آن باعث می‌شود کاتالیست خرد گردد. کاتالیست همچنین به دمای زیاد بسیار حساس است به‌طوری‌که اگر دمای این قطعه به بیش از حد مجاز برسد باعث خرابی و از دست دادن خاصیتش خواهد شد. این مشکل زمانی ایجاد می‌شود که دمای موتور به دلایل مختلف بیش از حد افزایش یابد.
میزان خلوص گازهای خروجی از سیلندر برای سلامت کاتالیست بسیار مهم است چراکه اگر گازهای خروجی به مواد دیگری آغشته باشد به مرور زمان اثر خود را از دست خواهد داد. برای مثال زمانی که واشر سرسیلندر خودرو دچار مشکل و ترکیب روغن و آب وارد سیلندر شود، به‌ناچار گازهای خروجی هم به مواد یادشده آغشته شده و به کاتالیست‌ها آسیب می‌زند. خرابی سیستم جرقه‌زنی موتور از دیگر عوامل خرابی پیش از موعد کاتالیست‌هاست چرا که در صورت احتراق نامناسب، مخلوط هوا و بنزین به‌صورت ناقص می‌سوزد و و گازهای حاصل از این احتراق ناقص باعث آسیب رساندن به کاتالیست‌ها خواهد شد. به‌دلیل وجود سرب در بنزین‌های نامرغوب و همچنین مکمل‌های انژکتورشور در باک یا اکتان بوسترها، استفاده از موارد فوق به کاتالیست آسیب می‌زند.
نشانه‌های خرابی کاتالیست خودرو
- کاهش شتاب موتور
- افزایش یک‌باره مصرف سوخت
- روشن نشدن ماشین
- لرزش خودرو
- بوی بد و افزایش میزان آن به مرور
- کاهش دمای کاتالیست
- سخت استارت خوردن ماشین
- بیش از حد بودن میزان HC و CO در تست آلایندگی
- روشن شدن چراغ چک[۵]

## انواع
۱) دوگانه
این نوع از کاتالیزورها به‌طور عمده‌ای در موتورهای دیزلی برای کاهش آلاینده‌های مونوکسیدکربن و هیدروکربن‌های نسوخته به کار می‌روند. به علت عدم توانایی این‌گونه از کاتالیست‌ها در کاهش آلاینده‌های اکسید نیتروژن ، امروزه در موتورهای بنزینی از این نوع کاتالیست‌ها استفاده نشده و به جای آن‌ها از کاتالیست‌های سه‌گانه بهره برده می‌شود. کاتالیزور دوگانه دو فعالیت  را به‌طور هم‌ زمان انجام می‌دهد:
آ) اکسیداسیون مونوکسید کربن به دی‌اکسید کربن: CO + 0.5O2 → CO2
ب) اکسیداسیون هیدروکربن‌های نسوخته و تبدیل آن‌ها به دی‌اکسید کربن و آب: CxH2x+2 + [(3x+1)/2] O2 → xCO2 H5+ (x+1) H2O

## ۲)سه‌گانه
مبدل کاتالیستی سه‌گانه سه وظیفه زیر را انجام می‌دهد:
آ) کاهش اکسیدهای نیتروژن به اکسیژن و نیتروژن: 2NOx → xO2 + N2
ب) اکسیداسیون مونوکسیدکربن به دی‌اکسید کربن: CO + 0.5O2 → CO2
پ) اکسیداسیون هیدروکربن‌های نسوخته و تبدیل آن‌ها به دی‌اکسید کربن و آب: CxH2x+2 + [(3x+1)/2] O2 → xCO2 + (x+1) H2O
نکته بسیار مهم در رابطه با این نوع از کاتالیست‌ها این است که زمانی این کاتالیست‌ها بالاترین راندمان را دارند که گازهای خروجی از موتور و ورودی به کاتالیست به مقدار کمی بالاتر از نقطه استوکیومتری باشند. این بدان معناست که نسبت وزنی هوا به سوخت در مخلوط ورودی به کاتالیست در موتورهای بنزینی در حدود ۱۴/۶ تا ۱۴/۸ باشد.

## بخش‌های تشکیل‌دهنده کاتالیزور
1. ماده کاتالیزگر: اصلی‌ترین ماده کاتالیست از فلزهای گران‌قیمتی همچون پالادیوم، رادیوم، پلاتین، طلا، کادمیوم یا ترکیبی از آن‌ها تشکیل شده‌است. در نظر داشته باشید که استفاده از همین فلزات ارزشمند، قیمت کاتالیزور اگزوز را افزایش داده؛ بنابراین در حفظ و نگهداری آن، بسیار دقت کنید تا عمر مفیدی داشته باشد.
2. هسته کاتالیزور: این هسته، بستری از جنس سرامیک مونولیت است که در بیشتر مواقع با حالت و ساختار لانه زنبوری در مرکز کاتالیست قرار دارد.
3. لایه اکسیدی: جنس این لایه از ، سیلیکا، آلومینا (اکسید آلومینیوم) یا دی‌اکسید تیتانیوم است که وظیفه آن محافظت و نگهداری از ماده کاتالیزگر است.

## در ایران
در ایران شرکت‌های خودروسازی از سال ۱۳۸۲ نصب کاتالیست را در خودروهای داخلی آغاز کردند و قبل از این تاریخ خودروها فاقد استاندارد بوده‌اند و به همین دلیل آلایندگی این خودروها بیش از ۳۰ برابر سایر خودروها است و براین اساس خروج خودروهای مدل ۱۳۸۲ به پایین در سازمان حفاظت از محیط زیست ارائه شده‌است.
احتمال می‌رود در تعدادی از خودروهای تولیدی سه‌ماهه آخر سال ۱۳۸۶ نیز قطعه کاتالیست نصب نشده باشد.
تا سال ۹۱، بود یا نبود کنیستر و کاتالیست‌ها در مراکز معاینه فنی داخل کشور سنجیده نمی‌شد. به موجب طرح جامع کاهش آلودگی هوا «آزمون صحت کاتالیست کانورتور و کربن کنیستر در معاینات فنی خودروها به منظور صدور برگه و برچسب معاینه فنی از ابتدای سال ۹۱ اجباری است».